# Стево Јанчић
Стево Јанчић (Потхум Плашчански, 1. мај 1920 – Загреб, 26. јул 2012) био је доктор агрономских наука и универзитетски професор.

## Биографија
Рођен је у Потхуму Плашчанском, општина Плашки, Краљевина Срба, Хрвата и Словенаца. Основну и грађанску четворогодишњу школу завршио је у Плашком, удаљеном седам километара од његовог села. Средњу пољопривредну школу завршио је у Крижевцима.
За време Другог светског рата избегао је у Србију, где је до октобра 1944. године радио као рејонски агроном. Од октобра 1944. године определио се за Народноослободилачки покрет и активно учествовао у формирању Среског Народоослободилачког одбора, где је обављао дужност пољопривредног референта до децембра 1946. године, када одлази на одслужење војног рока.
Од 1948. до 1952. године службовао је у својој струци у Републичкој контролној комисији Хрватске, Министарству пољопривреде и Министарству пољопривредних добара Хрватске. Године 1952. запослио се у Заводу за сточарство Пољопривредног факултета у Загребу у својству техничког а касније стручног сарадника, где су се створили повољни да заврши раније започете студије агрономије.
Када је 1957. године изабран за асистента на Катедри свињогојство и овчарство, извео је бројне експерименте на сточној фарми факултета, што је било битна претпоставка да добије стипендију владе САД и да специјализира сточарство у Америци.
Године 1963. успешно је одбранио докторску дисертацију „Истраживање раног това јагњади домаће пасмине и њених крижанаца са освртом на економичнст“.
За доцента је био изабран 1964, ванредног професора 1969, а за редовног професора 1975. године, на којој дужности остаје до 1983. када је остварио старосну пензију.

## Допринос науци из области сточарства и свињогојства
Са својим запаженим научним и стручним опусом нашао се у кругу угледних експерата из ових области и био познат и ван граница Југославије. 
Објављене су његове књиге: „Практично овчарство“ и „Стручни реферати“, које садрже главне резултате његовог плодног научног рада. Написао је и објавио 93 научна рада из области овчарства, свињогојства, перадарства и козарства и 14 стручних радова из свих грана сточарства. За студенте Пољопривредног факултета написао је троја скрипта и једну књигу за студенте Сточарског одсека постдипломских студија. 
Као члан Комисије за свињогојство европске зоотехничке федерације (ФЗЕ) учествовао је на симпозијумима са запаженим саопштењима у Бечу, Варшави, Загребу, Немачкој, Швајцарској, Белгији и Великој Британији. 
У току службовања на факултету у неколико наврата боравио је на петнаестодневним студијама у Немачкој, Француској, Великој Британији, Совјетском савезу и Чехословачкој, на којима су се измењивала научна искуства и одређених области.
Његове стручне и научне активности одвијале су се и бројним конференцијама и саветовањима у Југославији из области сточарства, свињогојства и козарства.
Често је био ментор и водитељ кандидатима за докторате и магистре наука.

## Проза и поезија
Још у млађим годинама повремено је обављивао песме. Скоро сва његово преписка била је прожета литерарним стилом. По одласку у пензију интензивно се посветио књижевном раду. 
Написао је и објавио књиге:“Моји позни стихови“, „Сјечања прозом и стиховима, истина о најмилијима“ и „Мојих сто писама родбини и пријатељима, разним поводима“, која имају литерарну вредност. 
Његове биографске генералије објављене су у: „Who’s Who in the World“, америчко пето издање од 1980/81, „Ко је ко у Југославији“ (1970. г) и „Тко је тко“ у Хрватској (1993. г)
Умро је у 93. години 26. 7. 2012. године у Загребу и сахрањен на гробљу Мирошевац.

## Одликовања и јавна признања
Одликован ја Орденом рада са златним венцем. 
За значајан допринос на унапређењу свињогојства у Југославији додељена му је “Спомен-плакета”.
Поводом прославе јубиларних година факултета, редовно су му додељиване Споменице факултета у зна захвалности за врло успешан рад.